# Miguel "Conejito" Alejandro
Miguel Ángel Lunardi, conocido como Miguel Conejito Alejandro o Miguel Alejandro (n. en Río Cuarto, provincia de Córdoba, Argentina, el 15 de mayo de 1958) es un compositor y cantante argentino.

## Carrera
Comenzó cantando a los 18 años en un grupo de su provincia llamado Legión extranjera. En 1984 la música cordobesa comenzaba a popularizarse en el país y Miguel Alejandro graba un demo con algunos integrantes de su banda para un posible futuro lanzamiento solista.
Al año se edita esa grabación producida por Kelo Sánchez. En los años siguientes sacaría dos discos más. 
En 1988 sale al mercado su cuarto disco, De Córdoba para el País, que incluyó temas como Nena juguetona, Por robarte un beso, Volverás... sé que volverás y De minifalda cortita. 
Debido al éxito de este álbum, en 1989 firma contrato con la productora discográfica Magenta, y edita en 1990 El Ganador, disco que lo llevaría a ser conocido en la Capital Federal y la provincia de Buenos Aires.
En febrero de 1999, habiendo sacado 13 discos en su trayectoria, se retira de la música. Se desempeña como productor musical del grupo cordobés Banda XXI y El Resto.

## Discografía
1. 1985. Miguel Alejandro - Eccosound Producciones
2. 1986. Con fuerza - Tennessee Records
3. 1987. Insuperable - Proel Music
4. 1988. De Córdoba para el país - Magenta Discos
5. 1990. El ganador - Magenta Discos
6. 1991. El conejito de oro - Magenta Discos
7. 1992. Septiembre - Magenta Discos
8. 1993. 15 grandes éxitos - Magenta Discos
9. 1993. Un elegido - Magenta Discos
10. 1994. El conejito de Río IV - Magenta Discos
11. 1994. En vivo - Magenta Discos
12. 1995. Doble identidad - Magenta Discos
13. 1996. Como vos - Magenta Discos
14. 1997. De fiesta - Magenta Discos
15. 1998. Bienvenidos al show - Leader Music
16. 1998. Conejo Mix - Magenta Discos
17. 1999. Álbum despedida - Magenta Discos
18. 2008. En vivo / Grandes éxitos - Garra Records
19. 2010. Inconfundible - Garra Records
20. 2010. 10 años en vivo desde Luna Park
21. 2011. Con todos

La discográfica Magenta Discos reeditó su discografía en dos volúmenes, que hacen referencia a los álbumes publicados en 1988, 1990, 1991 y 1992:
1. 2004. Discografía completa Vol. 1[3]
2. 2004. Discografía completa Vol. 2[4]

La discográfica Leader Music en el año 2006 reeditó un CD de "Miguel Alejandro - Dos Álbumes En Un CD" incluyendo al Álbum del año 1987 original del sello Proel "Insuperable", pero en los créditos lo nombra como álbum "Sos infiel" en los tracks 13 a 22 (no se aclara que se trata del tercer álbum de Estudio, y el orden de los temas "tracklist" es distinto al del álbum de 1987). Los tracks 1 a 12 corresponden al álbum "Bienvenidos Al Show" de 1998.

= Participaciones en Discos Compilados (en Magenta Discos): 
la mayoría de estos temas fueron incluidos en el Álbum Recopilatorio "El Conejito de Río IV" de 1994:
-"La música de Fantástico Bailable" -1989-: Ha-eo; Y mírenla.
-"Increíble" -1991-: Te llenaré de besos; Americana; Juana la cubana; Ella te ama.
-"Increíble 2" -1991-: Por ella; Tres besitos/ Aventurera.
-"Increíble 3" -1992-: Los hermanos Pinzón.
-"Increíble 4" -1994-: No podrás.